# فرانك فيتزباتريك
فرانك فيتزباتريك (بالإنجليزية: Frank Fitzpatrick)‏ هو منتج أسطوانات وملحن وكاتب أغاني أمريكي، ولد في 13 أبريل 1961.

## وصلات خارجية
- الموقع الرسمي
- فرانك فيتزباتريك على موقع IMDb (الإنجليزية)
- فرانك فيتزباتريك على موقع ميوزك برينز (الإنجليزية)
- فرانك فيتزباتريك على موقع قاعدة بيانات الفيلم (الإنجليزية)